# 鋼鐵酋長
鋼鐵酋長（英語：The Iron Sheik，1942年3月15日—2023年6月7日，本名海珊·霍斯勞·阿里·瓦司里（波斯語：حسین خسرو علی وزیری，Hossein Khosrow Ali Vaziri），是伊朗的演員及退休職業摔角選手。鋼鐵酋長之所以成名是因為成功擊敗了將近衛冕六年WWF冠軍的巴布·貝克倫，而後被霍克·霍肯擊敗。

## 冠軍及成就

### 國家摔角聯盟
- NWA全國電視冠軍（英语：NWA National Television Championship）（一次）
- NWA加拿大重量級冠軍（英语：NWA Canadian Heavyweight Championship）（兩次）
- NWA中大西洋重量級冠軍（英语：NWA Mid-Atlantic Heavyweight Championship）（一次）
- NWA加拿大雙打冠軍 (溫哥華)（英语：NWA Canadian Tag Team Championship (Vancouver version)）（一次）
- 國家摔角聯盟名人堂（英语：NWA Hall of Fame）（2008年）
- NWA紐西蘭大英國協冠軍（英语：NWA British Empire/Commonwealth Championship (New Zealand version)）（一次）
- NWA2000美國傳統冠軍（一次）
- NWA北太平洋雙打冠軍（英语：NWA Pacific Northwest Tag Team Championship）（一次）

### 職業摔角畫報
- PWI Years（個人）-第134名（2003年）
- PWI Years（團體）-第96名（2003年；與尼古拉·沃爾科夫）

### 世界摔角聯盟 / 世界摔角娛樂
- WWF冠軍（一次）
- WWF雙打冠軍（一次）
- 世界摔角娛樂名人堂（2005年）

### 摔角觀察通訊獎（英语：Wrestling Observer Newsletter awards）
- 最不看好摔角手（1980年）
- 艾斯利普摔角名人堂（1994年）